# Женщины в цивилизации майя
Роль женщины в цивилизации майя на протяжении её истории оставалась очень важной. Женщины принимали участие в ритуалах, в том числе в ситуациях когда это было недоступно мужчинам, участвовали в легитимизации власти, а иногда и самостоятельно правили, а также занимались текстильной промышленностью.
Наиболее часто изображения женщин в культуре майя встречаются в религиозном контексте; в Калакмуле, Йашчилане и других городах жены правителей изображены в ритуальных костюмах, помогающими мужу, настолько часто что можно судить об их равном вкладе в жречество. При этом, особенно часто в западных городах, имеются памятники запечатлевшие женщин как единственных или главных действующих лиц ритуала. Наиболее известный из таких памятников Здание 23 из Йашчилана, являвшееся особняком жены Ицамнах-Балама III Иш-Кабаль-Шок. В различных фресках изображено как она проводит ритуал кровопускания. На их основании польский археолог С. Иванишевский выдвинул гипотезу что мужчины считали опасным для себя проводить ритуалы при полной и ясной Луне, в противовес им считалось что для женщин это безопасно, что позволяло им действовать в случае необходимости в неблагоприятные для обрядов даты.
Скорее всего всё ткачество у майя было женским делом, предположительно для него отводили специальные помещения или даже дома. Среди археологических находок есть кости для шитья, принадлежавшие царицам и свидетельствующие что ткали женщины всех социальных слоёв. Хлопковую ткань использовали, помимо прямого назначения, для подношений и дани как ценный товар.